# Bobartia orientalis
Bobartia orientalis là một loài thực vật có hoa trong họ Diên vĩ. Loài này được Gillett miêu tả khoa học đầu tiên năm 1930.